# Siebener-Denkmal

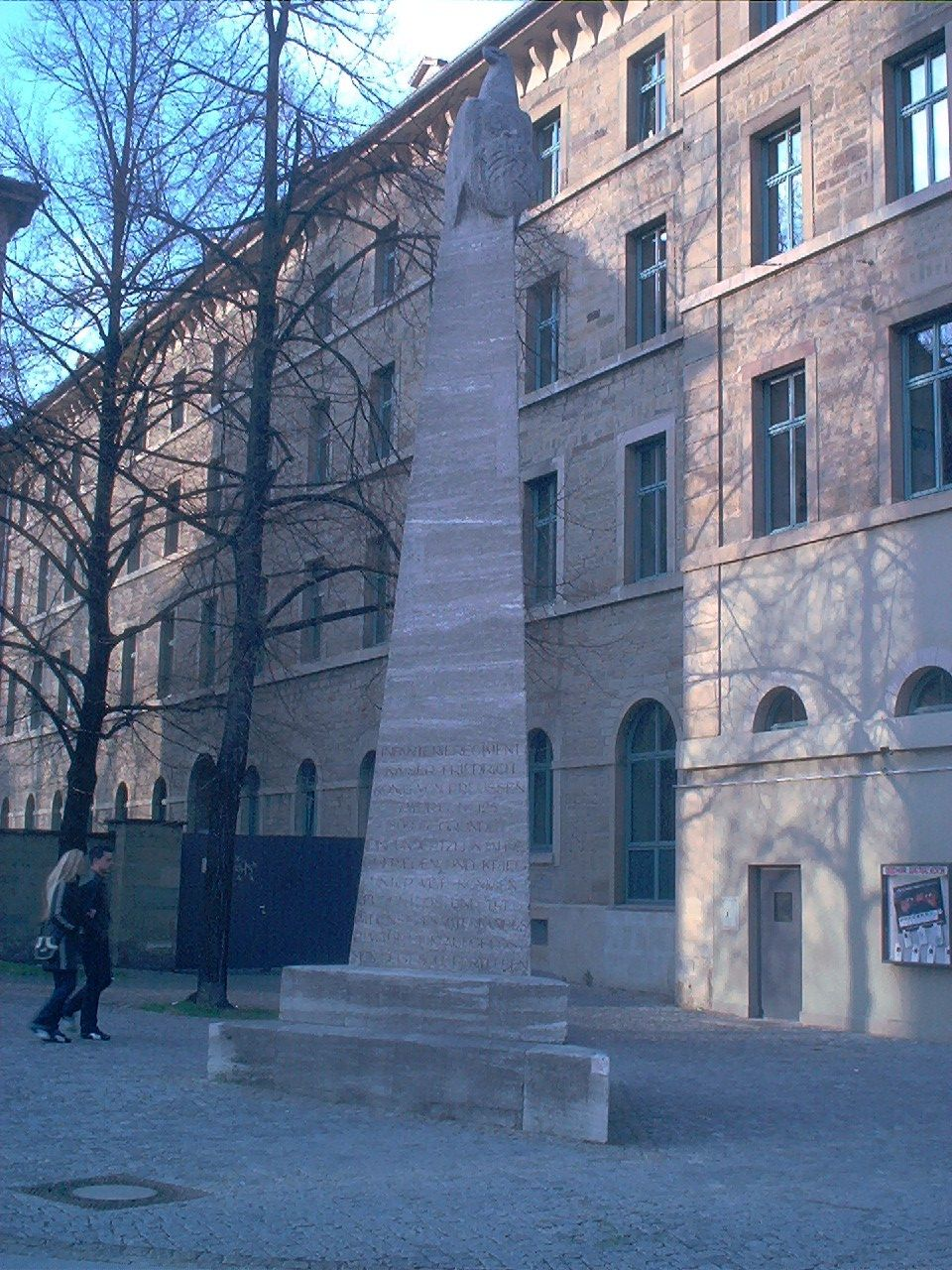
Das Siebner-Denkmal

Das Siebener-Denkmal mit dem „Siebener-Brünnle“ in Stuttgart (Rotebühl-/Herzogstraße) ist ein Denkmal mit Obelisk und wurde zu Ehren der im Ersten Weltkrieg gefallenen Soldaten des Infanterie-Regiments Kaiser Friedrich, König von Preußen  (7. Württembergisches) Nr. 125 nach einem Entwurf des Bildhauers Fritz von Graevenitz errichtet und im Jahr 1927 geweiht.
Koordinaten: 48° 46′ 25,2″ N, 9° 10′ 8,7″ O